# Geheimer Rat (Habsburgermonarchie)
Der Geheime Rat (lateinisch Consilium intimum, italienisch Consiglio di Stato ‚Staatsrat‘) war zwischen dem 16. Jahrhundert und 1749 ein zentrales Gremium für die gemeinsamen Angelegenheiten der Habsburgermonarchie. Bis 1740 bildeten die Kaiserlichen Geheimden Räthe die Spitze des Hofs der römisch-deutschen Kaiser, auch wenn ihre realen Anteile an der Regierung im Laufe der Zeit abgenommen hatte. Seit der Zeit Maria Theresias bis 1918 war Geheimer Rat der höchste nichtakademische Titel der Monarchie.

## Entstehung
Bereits Maximilian I. vertraute die eigenen geheimen grossen sachen einem informellen Ausschuss des Reichshofrats in Gestalt eines Regentschaftsrates (gubernium ad interim) an. Ferdinand I., seit 1527 König von Böhmen und Ungarn und zunächst Stellvertreter seines Bruders Karl V. als Reichsoberhaupt, schuf mit dem Geheimen Rat als ständiges Gremium eine zentrale Stelle zur Verwaltung der Angelegenheiten innerhalb und außerhalb des Reiches. Das Beratungsorgan wurde ausdrücklich vom österreichischen Hofrat unterschieden. In der Anfangszeit wurde Ferdinand vorgeworfen, dass er zur Beratung „schlechte Kreaturen“ herangezogen habe. Dem Geheimen Rat gehörten führende Hof- und Staatsbeamte an, wie der Obersthofmeister, der Obersthofmarschall, der Reichsvizekanzler und der böhmische Oberstkanzler.
In den erhaltenen Akten ist die Gründung dieses wichtigen Gremiums nicht nachzuweisen, doch begegnet sie bereits in einer Hofstaatsordnung im Wiener Archiv vom 1. Januar 1527.

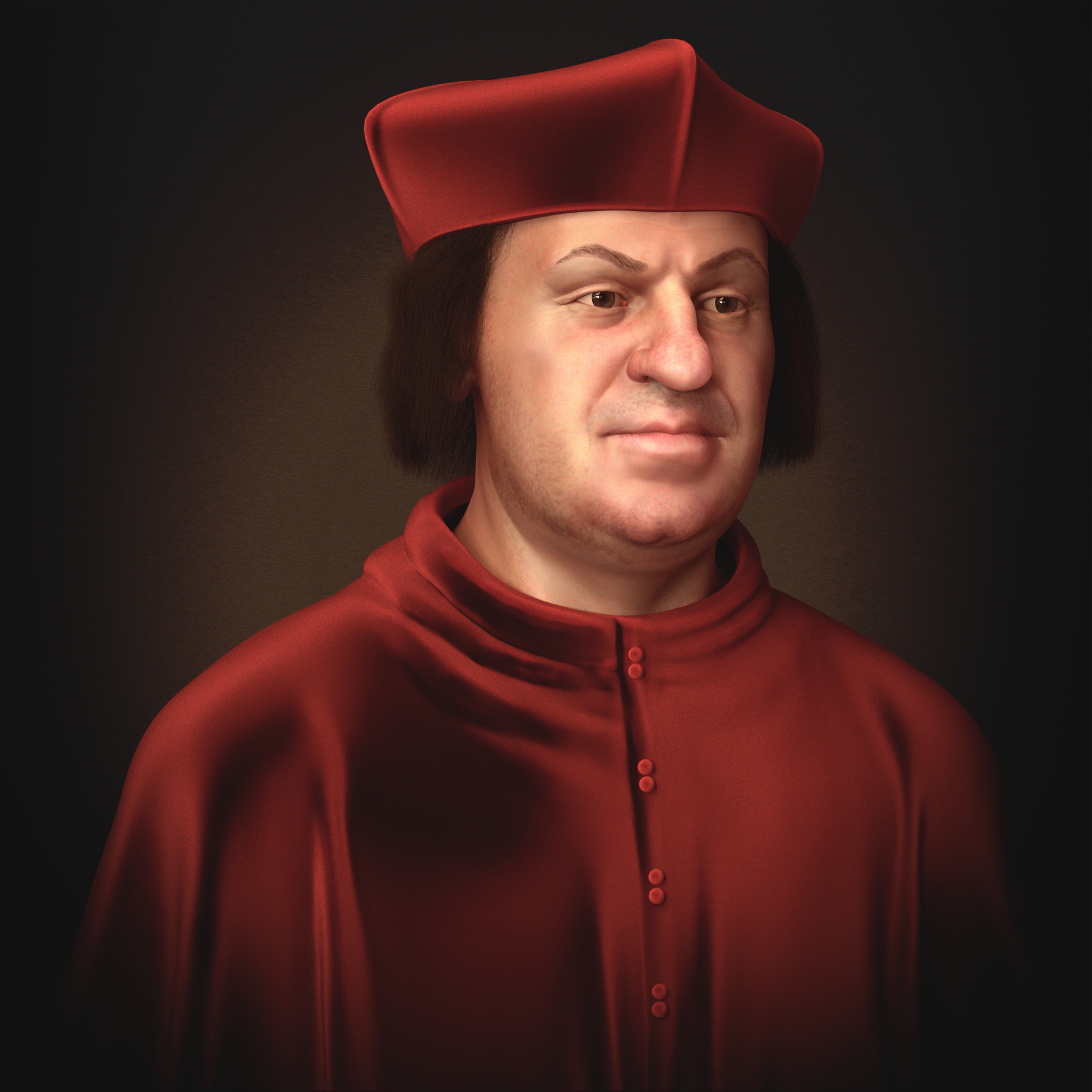
Bernhard von Cles, Präsident des Geheimen Rats 1527–1539

Das Präsidium führte meist Ferdinand selbst und in seiner Abwesenheit der Obersthofmeister. Von 1527 bis 1539 bestand der Posten eines Präsidenten des Geheimen Rats, den Bernhard von Cles, Bischof von Trient, bekleidete, der zugleich auch supremus Cancellarius war. Beide Ämter, die ihm ein außerordentliches Ansehen gaben, erloschen nach seinem Tod; die Kanzleigeschäfte besorgte danach ein Vicekanzler, der im Geheimen Rat die „Materien zu proponiren [Tagesordnung vorzuschlagen], die Stimmen zu sammeln und die Ausfertigung und Expedition [Ausführung] des Beschlossenen zu bewirken hatte“.
Auch der Obersthofmarschall, der zugleich Präsident des Hofrats war, scheint als solcher ständiges Mitglied des Geheimen Rats gewesen zu sein. Die Räte waren in späterer Zeit meist bürgerlicher Herkunft.
In den erwähnten Hofstaatsverzeichnissen erscheint an erster Stelle als Obersthofmeister Hans Hofmann von Grünbühel, mit einem jährlichen Gehalt von 1600 rheinischen Gulden.
Eine besondere Stellung im Geheimen Rat nahm der oberste Kanzler von Böhmen, Burggraf Heinrich von Meissen ein, der regelmäßiger Weise 2160 Gulden bezog, aber lediglich außerordentliches Mitglied war und nur gelegentlich an den Sitzungen teilnahm.
Ordentliche Mitglieder hatte der Geheime Rat unter Ferdinand I. nach den venezianischen Berichten nie mehr als vier; doch führte der Kaiser, der den Sitzungen regelmäßig beiwohnte, auch seine drei Söhne Maximilian, Ferdinand und Karl in die Beratungen ein.
Die Bereiche Herrschaft und Haushalt wurden vor allem durch die obersten Ämter des Obersthofmeisters und Obersthofmarschalls verschränkt. Beide waren in den Geheimen Rat und Hofrat führend eingebunden. Im Schema von 1530 steht wie schon in der Hofordnung von 1527 der Obersthofmeister an der Spitze, jedoch nach dem Präsidenten des Geheimen Rats, den er bei Abwesenheit zu vertreten hatte.
Neben den Wirklichen ernannte die Monarchen bis Joseph II. per Dekret auch Titular-Geheime Räte, auch Honorrarräte oder Dekretisten genannt, die nach den Wirklichen Räten im Hofzeremoniell den zweiten Platz einnahmen, von den Beratungen aber ausgeschlossen waren. Häufig wurde dieser Titel Protestanten verliehen, die sich um die Habsburgermonarchie verdient gemacht hatten, aber aus religiösen Gründen nicht den Amtseid schwören konnten, der auf „so wahr mir Gott helfe und alle lieben Heiligen“ endete. So sollte der Geheime Rat ein rein römisch-katholisch besetztes Gremium bleiben.

## Zusammensetzung und Funktion
Die wichtigsten Kriterien für die Aufnahme in die Gruppe waren „politische Macht und Einfluß bei Hof oder in der Region“, im Wesentlichen also Kanzler, Hofkammerpräsident, Obersthofmeister, Obersthofmarschall und Oberstkämmerer sowie einige Favoriten des jeweiligen Herrschers.
Die unter Ferdinand II., Ferdinand III. und Leopold I. bis 1665 ernannten Reichshofratspräsidenten wurden wie die Hofkriegsratspräsidenten und Hofkammerpräsidenten allesamt Geheime Räte. Differenzierter verhielt es sich mit den Inhabern der höchsten Hofämter. Während die Obersthofmeister ausnahmslos auch Geheime Räte waren bzw. wurden, waren Ferdinand II. und Ferdinand III. mit der Ernennung von Oberstkämmerern, Obersthofmarschällen und Oberststallmeistern zu Geheimen Räten etwas zurückhaltender und ließen sich damit mehr Zeit. Regelmäßig war auch der Obersthofmeister der regierenden Kaiserin Geheimer Rat. Dies gilt auch für den Obersthofmeister des Erzherzogs Leopold Wilhelm und die Bischöfe von Wien und Olmütz. Ergänzt wurde dieser Kreis noch durch hohe Militärs sowie durch Inhaber hoher Landes- oder Verwaltungsämter vor allem der böhmischen Krone, aber auch Ungarns und der österreichischen Herzogtümer, und den österreichischen Hofkanzler.
Der Geheime Rat war das wichtigste kaiserliche Gremium, das die anderen Behörden und Justizgremien der Habsburgermonarchie koordinierte. Ihm waren in großem Umfang die wichtigen Entscheidungen anderer Hofgremien zur Kontrolle vorzulegen, und er diskutierte die Durchsetzung und operative Umsetzung der politischen Gesamtstrategie des Kaisers. Der Geheime Rat war nicht als ein selbständig Entscheidungen fällendes Gremium konstituiert, sondern als Beratungsorgan, das in erster Linie den Kaiser in Sachen der auswärtigen Politik und der inneren Justiz- oder Finanzangelegenheiten zu beraten hatte.
Eine weitere Funktion des Geheimen Rats war zudem eine scharfe Kontrolle der Provinzialverwaltung mit ihren ständischen Interessen, eine energische Zurückdrängung partikularistischer Bestrebungen, Zentralisierung der Verwaltung, Einschränkung der Stände und damit die Stärkung der monarchischen Gewalt.
Ausführendes Organ war zunächst die österreichischen Expedition der Reichshofkanzlei, seit 1620 die österreichische Hofkanzlei. Mit der Gründung der Geheimen Konferenz 1669 verlor der Geheime Rat an Bedeutung.
Bis zum Ende der Regierungszeit Leopolds I. wuchs die Zahl der Kaiserlichen Wirklich-Geheimen Räte auf 164 an, zusätzlich der Titular-Räte ohne Sitz und Stimme. 
Höchste Würdenträger des Staates und des Hofes haben im Laufe des Bestehens von Geheimen Rat und Geheimer Konferenz die Monarchen beraten. Aber zu einer echten Regierung entwickelte sich das Gremium nie.

## Geheime Konferenz

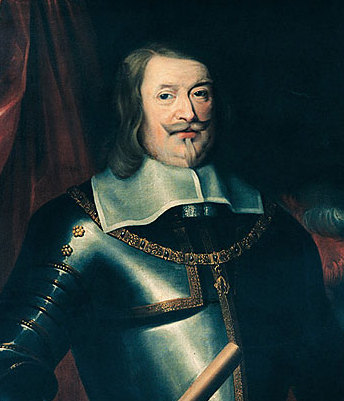
Wenzel Eusebius von Lobkowicz war erster und einziger Präsident der Geheimen Konferenz

Die Geheime Konferenz wurde 1669 gegründet, Ansätze reichen aber bis 1664 zurück. Ferdinand II. und Ferdinand III. hatten in der Mitte des 17. Jh. kleine und geheime Gremien geschaffen und als „Konferenzen“ bezeichnet. Hinzu kamen besondere Fachkommissionen, die für finanzielle und militärische Belange zuständig waren.
Hintergrund war das enorme Anwachsen des Geheimen Rates, der vertrauliche und effektive Beratungen nicht mehr zuließ. Die Geheime Konferenz wurde als ein Ausschuss des Geheimen Rates gegründet. Zur Zeit Leopolds I. hatte die Konferenz zunächst nur vier Mitglieder. Zuletzt gehörten ihm dreizehn Personen an.
Wie dieser befasste sich die Konferenz mit den Sachen des kaiserlichen Hauses und den (auswärtigen) Staatssachen des Kaisers als Oberhaupt des Heiligen Römischen Reiches und Landesherr der Habsburgermonarchie. Den Vorsitz sowohl im Rat wie auch in der Konferenz hatte in der Regel der Obersthofmeister. Berichterstatter war zunächst der Reichsvizekanzler und später auch der österreichischen Hofkanzler. Die Konferenz erstattete nicht dem Geheimen Rat, sondern dem Kaiser selbst Bericht.
In der Zeit von Leopold I. war die Geheime Konferenz das zentrale Gremium für die Außenpolitik, während der Rat sich mit Steuerfragen, Gnaden- und Privilegienvergaben befasste. Allerdings hat eine Kompetenzabgrenzung nie stattgefunden. Etwa zehn Jahre nach Gründung wurden deputierte Geheime Räte in der geheimen Konferenz eingeführt, um die Arbeit zu erleichtern.

## Kommissionen des Geheimen Rats
Bereits 1698 war eine Deputation aus den Leitern von österreichischer und böhmischer Hofkanzlei, Hofkriegsrat und Hofkammer zur Beratung der Finanzierung der Kaiserlichen Armee gebildet worden.
Der Geheime Rat und die Geheime Konferenz wurden aufgrund der hohen Anzahl der Wirklichen Geheimen und Konferenzräte nicht mehr einberufen, stattdessen wurden Konferenzen (Kommissionen) des Geheimen Rats zu einzelnen Ressorts gebildet. An der Spitze der meisten Kommissionen stand der Erste Geheime Rat oder Prinzipalminister Wenzel Eusebius von Lobkowicz. Nach seinem Sturz 1674 wurde die Stelle nicht mehr besetzt, Leopold leitete die Geschäfte zunehmend unabhängig von seinen Ministern. Bindeglied der habsburgischen Politik wurde Hofkanzler Johann Paul Hocher.
Joseph I. hob die Geheime Konferenz 1705 auf und gab den Kommissionen des Geheimen Rats eine Geschäftseinteilung. 33 ausgewählte Geheime Räte kamen in sieben Kommissionen von drei bis fünf Personen zu ihrem jeweiligen Ressort zusammen:
1. Reichssachen (Reichshofrat, Reichskammergericht, Prinzipalkommissar und Beziehungen zu den Reichsständen), Beziehungen zu den Königen von Schweden, Dänemark und Polen-Litauen
2. Beziehungen zu Großbritannien, den Vereinigten Niederlanden und Frankreich
3. Beziehungen zu Spanien
4. „romanische Sachen“ (Italien)
5. Militärische Angelegenheiten der Haager Allianz
6. Beziehungen zur Eidgenossenschaft
7. Beziehungen zum Osmanischen Reich

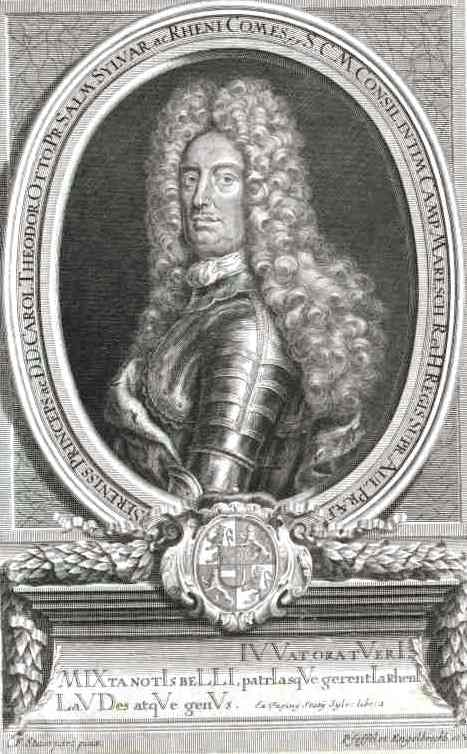
Karl Theodor Otto zu Salm

Den Kommissionen stand Obersthofmeister Karl Theodor Otto zu Salm vor. Daneben existierten noch ad hoc eingerichtete Kommissionen.
Diese Struktur bewährte sich nicht, so dass 1709 eine weitere Kommission, der Konferenzrat, auch Geheime oder Kaiserliche Konferenz, aus acht Geheimen Räten gegründet wurde. Mitglieder waren der Obersthofmeister Karl Theodor Otto zu Salm, der Oberstkämmerer Heinrich Franz von Mansfeld, der Prinzipalkommissar Johann Philipp von Lamberg, Generalleutnant Eugen von Savoyen, Ernst Friedrich von Windisch-Graetz, Hofkanzler Johann Friedrich von Seilern, Oberstkanzler Wenzel Norbert Octavian Graf Kinsky und der erfahrene Geheime Rat Johann Wenzel Wratislaw von Mitrowitz.
Unter Vorsitz des Kaisers sollten auswärtige Fragen, Sachen des Reiches und Kriegsfragen in der engeren Konferenz beraten und beschlossen werden. Ausgeschlossen sollte nunmehr der Reichsvizekanzler werden. Als Vertreter des Reiches und Stellvertreter des Mainzer Kurfürsten sollte er keinen Einblick mehr in die inneren habsburgischen Angelegenheiten nehmen können. Nur wenn Reichssachen zu beraten waren, wurde er und der Präsident des Reichshofrates zur weiteren Konferenz hinzugezogen.
Zur Zeit von Karl VI. nach dem Spanischen Erbfolgekrieg bestand die Kaiserliche Konferenz aus Eugen von Savoyen (Militär), Philipp Ludwig Wenzel von Sinzendorf (Auswärtiges) und Gundaker Thomas Starhemberg (Finanzen). Sekretär und Protokollführer war Johann Christoph von Bartenstein, einer engsten Vertrauten und Berater Kaiser Karls VI. Sie bekam mit der Neuorganisation der österreichischen und der böhmischen Hofkanzlei 1721 eine neue Ordnung in Anlehnung an die Instruktion von 1709. Seither konnten auch Vertreter des Hofkriegsrates, der „spanischen Behörden“ (später die Räte der Niederlande und der italienischen Besitzungen), der ungarischen und böhmischen Hofkanzlei zum Vortrag vor der Kaiserlichen Konferenz aufgefordert werden. Der österreichische Hofkanzler trug meist die außenpolitischen Probleme vor. Auch der Reichsvizekanzler hatte in der Konferenz die Reichssachen vorzutragen. Für die Verwaltung der ehemals spanischen Länder wurden dazu in diesen Jahren Räte in Wien angesiedelt, insbesondere der Spanische Rat (Consejo de España) wurde ob seiner Geldgebarung heftig kritisiert.
1716 wurde darüber hinaus eine Finanzkonferenz zur Leitung und Kontrolle der Hofkammer und des neu entstandenen österreichischen Bankwesens eingerichtet. Die anderen Kommissionen bestanden weiterhin.

## Abschaffung
Maria Theresia schaffte den Geheimen Rat und die Kommissionen 1749 schließlich ab. Außenpolitische Aufgaben wurden der Staatskanzlei, später dem Staatsrat übertragen, die Innenpolitik der zum directorium in publicis et cameralibus umgestalteten Hofkanzleien, die Rechtspflege der Obersten Justizstelle. Im Direktorium war kein Platz mehr für die alten Ratsgremien. Der Titel k.k. Geheimer Rat blieb für Gesandte und die Spitzen von Hof- und Staatsverwaltung bestehen.